# Strażnica WOP Świeradów

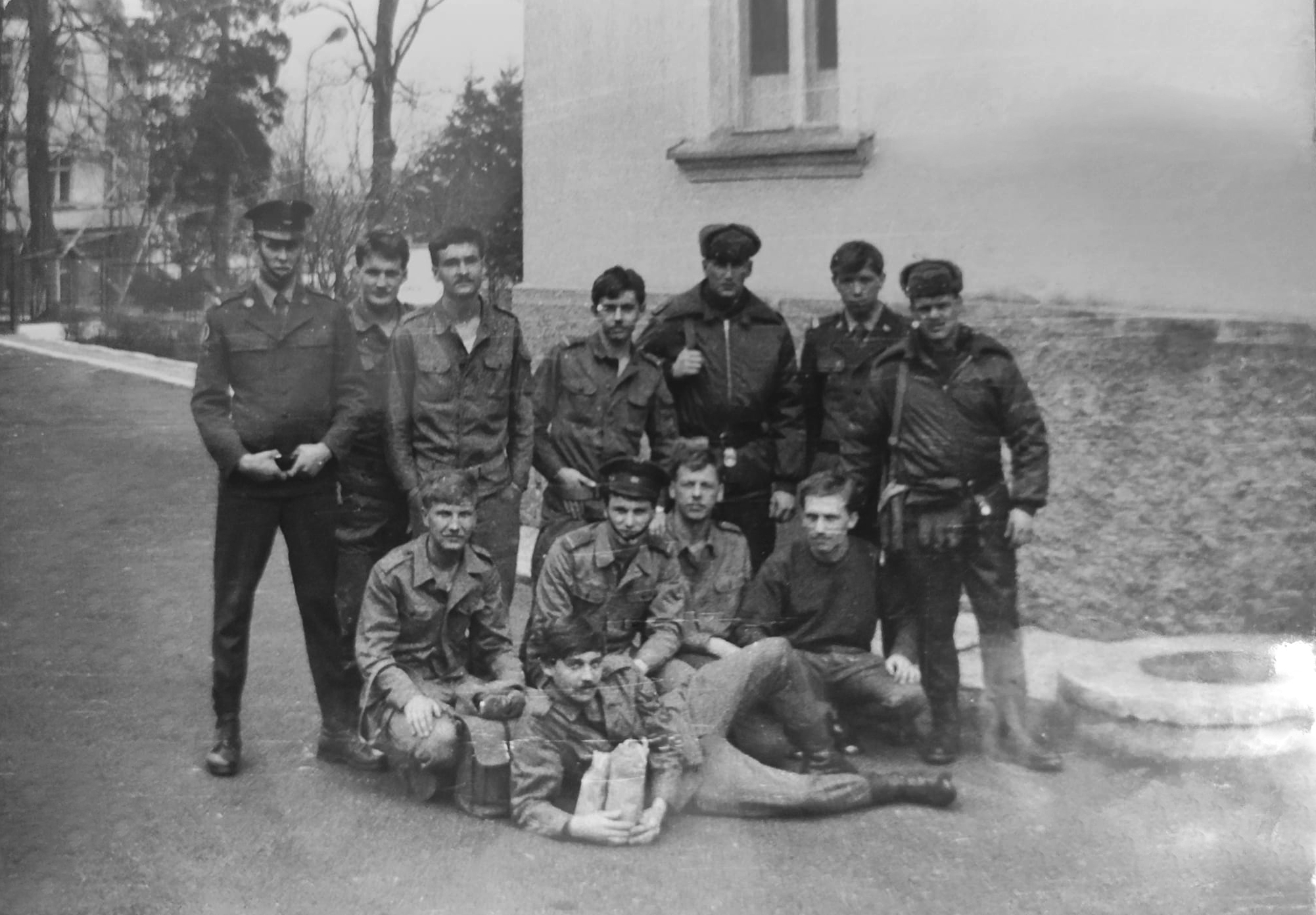
Żołnierze WOP na terenie strażnicy (1988)

Strażnica Wojsk Ochrony Pogranicza Kammheuser/Świeradowiec/Świeradów – zlikwidowany pododdział Wojsk Ochrony Pogranicza pełniący służbę graniczną na granicy polsko-czechosłowackiej.
Strażnica Straży Granicznej w Świeradowie-Zdroju – zlikwidowana graniczna jednostka organizacyjna Straży Granicznej realizująca zadania bezpośrednio w ochronie granicy państwowej z Czechosłowacją/Republiką Czeską.

## Formowanie i zmiany organizacyjne
Strażnica została sformowana w 1945 w strukturze 2 komendy odcinka Leśna jako 6 strażnica WOP (Kammheuser) o stanie 56 żołnierzy. Kierownictwo strażnicy stanowili: komendant strażnicy, zastępca komendanta do spraw polityczno-wychowawczych i zastępca do spraw zwiadu. Strażnica składała się z dwóch drużyn strzeleckich, drużyny fizylierów, drużyny łączności i gospodarczej. Etat przewidywał także instruktora do tresury psów służbowych oraz instruktora sanitarnego. W 1947 została przeformowana na strażnicę I kategorii – 55 wojskowych.
Na początku grudnia 1945 strażnica nr 6  mieściła się na Polanie Izerskiej. Po kilku miesiącach przeniesiono ją na dół, do Świeradowa-Zdroju. Jej placówka pozostała w Skalnie.
W związku z reorganizacją oddziałów WOP, 24 kwietnia 1948 6 strażnica Ochrony Pogranicza Świeradów została włączona w struktury 14 batalionu Ochrony Pogranicza, a następnie 84 batalionu WOP w Szklarskiej Porębie.
Od 15 marca 1954 wprowadzono nową numerację strażnic, a strażnica WOP Świeradów-Zdrój I kategorii otrzymała nr 8 w skali kraju.
W 1956 rozpoczęto numerowanie strażnic na poziomie brygady. Strażnica I kategorii Świeradów-Zdrój była 8. w 8 Brygadzie Wojsk Ochrony Pogranicza. W 1960, po kolejnej zmianie numeracji, strażnica posiadała numer 22 i zakwalifikowana była do kategorii IV w 8 Łużyckiej Brygadzie WOP . W 1964 strażnica WOP nr 21 Świeradów–Zdrój uzyskała status strażnicy lądowej i zaliczona została do IV kategorii.
W 1976 batalion zabezpieczał łączność telefoniczną. Linia zamontowana była na słupach pomiędzy batalionem a strażnicą. Słupy telefoniczne zdemontowane zostały w latach 80. Wojsko wydzierżawiło łącza telefoniczne od Telekomunikacji Polskiej i nie było potrzeby utrzymywania własnej łączności. Niezależnie od sieci łączności batalionu ze strażnicami, istniała sieć łącząca strażnicę z terenem, który jej podlegał. Sieć poprowadzona była wzdłuż pasa drogi granicznej. Jeśli żołnierz podczas służby chciał się połączyć ze strażnicą, rozkręcał złączki na drutach, przyczepiał krokodylki do drutów, kręcił korbką, aparatu telefonicznego, który nosił przy sobie. W tym czasie w strażnicy spadały klapki, a dyżurny wsadzał sznur do gniazdka centrali telefonicznej CB-20. Gdy obaj wykonali te czynności, mogli zacząć rozmowę. Wymóg był taki, że na styku z sąsiednią strażnicą element służby granicznej musiał się połączyć z dyżurnym–operacyjnym strażnicy (DOS) i zameldować dojście do styku, tam był niższy słup ze skrzynką telefoniczną. Batalion wyposażony był w radiotelefony ale były zbyt duże i ciężkie, by żołnierze patrolujący góry mogli je nosić ze sobą. Dyżurni–operacyjni mieli radiostacje ale one też były bardzo dużych rozmiarów.
W 1976, po reformie administracyjnej kraju i powołaniu nowych województw, Strażnica WOP Świeradów została wyłączona ze struktury batalionu górskiego WOP Szklarska Poręba i podporządkowana została bezpośrednio pod sztab Łużyckiej Brygady WOP w Lubaniu.
Na strażnicy były hodowane świnie, karmione resztkami jedzenia oraz funkcjonował ogródek warzywny. Taka gospodarka trwała do 1989. Potem żołnierzy ubywało, więc zaprzestano prowadzenia tej działalności. Zgodnie z normą żołnierz dziennie otrzymywał 4400 kalorii w tym dodatek górski.
Strażnica WOP Świeradów do 15 maja 1991 była w strukturach Łużyckiej Brygady Wojsk Ochrony Pogranicza.
Straż Graniczna:
15 maja 1991 po rozwiązaniu Wojsk Ochrony Pogranicza, 16 maja 1991 strażnica w Świeradowie-Zdroju weszła w podporządkowanie Łużyckiego Oddziału Straży Granicznej w Lubaniu i przyjęła nazwę Strażnica Straży Granicznej w Świeradowie-Zdroju (Strażnica SG w Świeradowie-Zdroju).

## Ochrona granicy
Strażnica WOP Świeradów ochraniała odcinek od słupka granicznego 65/10 (granica z odcinkiem strażnicy Pobiedna) do słupka VI/58 (granica z odcinkiem strażnicy Jakuszyce).
W 1958 na strażnicy zorganizowano drużynę służby niemundurowej N – w ubraniach cywilnych (żołnierze zasadniczej służby).
W ochronie granicy dowódcy strażnicy ściśle współpracowali ze swoimi odpowiednikami tj. naczelnikami placówek OSH (Ochrana Statnich Hranic) CSRS.
Straż Graniczna:
Komendanci strażnicy współdziałali w zabezpieczeniu granicy państwowej z placówkami po stronie czeskiej cizinecké policie RCPP.

## Wydarzenia
Straż Graniczna:
- 1992 – otrzymano na wyposażenie samochody Land Rover Defender I 110, skutery śnieżne, z czasem czterokołowce. To była nowa, wyższa jakość po GAZ-69 i UAZ 469 oraz skuterach śnieżnych Buran, które spalały dużą ilość paliwa i były awaryjne. Nowe skutery Scandic były szybkie, zwrotne i wygodniejsze[17].

## Strażnice sąsiednie
- 5 strażnica WOP Karlsthal ⇔ 7 strażnica WOP Bad-Schwarzbach – 1946
- 5 strażnica OP Orle ⇔ 7 strażnica OP Pobiedna – 1950
- 23 strażnica WOP IV kat. Orle ⇔ 21 strażnica WOP III kat. Pobiedna – 31.12.1959
- 22 strażnica WOP lądowa IV kat. Orle ⇔ 20 strażnica WOP III kat. Pobiedna – 01.01.1964
- Strażnica WOP Jakuszyce ⇔ Strażnica WOP Pobiedna – 01.06.1976
- Strażnica WOP Jakuszyce ⇔ Strażnica WOP Pobiedna – 1990

Straż Graniczna:
- Strażnica SG w Jakuszycach ⇔ Strażnica SG w Czerniawie-Zdróju – 1991.

## Dowódcy strażnicy
- ppor. Marian Orleański (był w 10.1946)[e]
- ppor. Eugeniusz Chmiel (był w 1948)[19]
- kpt. Władysław Jabłoński (do 1952)
- chor. Władysław Romkowski (od 1952)
- Teodor Puton (był w 1982–był w 1984)
- mjr Krzysztof Sidorowicz (był w 1988–był w 1990).